# Kia Concord
O Kia Concord é um sedã de quatro portas produzido pela sul-coreana Kia Motors entre 1987 e 1995. É uma versão licenciada do Mazda Capella de 1982, e todas as versões utilizavam motores Mazda de quatro cilindros. A linha Capital/Concord passou por uma série de reestilizações, eventualmente se tornando "Novo Capital" e "Novo Concord" em materiais de marketing. A produção do Concord foi encerrada em 1995, enquanto o Capital, mais barato, continuou até o final de 1996. Em 1996, a Kia substituiu o carro pelo Kia Credos, baseado na plataforma Mazda GE.

## História
Lançado em abril de 1987, o Concord recebeu o motor FE a gasolina de 2 litros e 99 cv com carburador. Em 1988, a linha de motores foi consideravelmente expandida, com a adição do motor diesel de 2 litros "RF" de 72 cv em abril, um 1.8 litro (F8) de 95 cv em maio, uma versão com injeção eletrônica de 110 cv (chamada 2.0i DGT) em julho e, finalmente, um 1.8 movido a GLP para uso em táxis, em agosto. Essa expansão permitiu que o Concord competisse melhor com o Hyundai Sonata. O nome do DGT era uma referência ao painel digital com o qual era equipado.
Após a reestilização de 1991, a linha de motores foi um pouco restrita, mas em março de 1992, uma versão DOHC comparativamente potente do 2.0 foi adicionada, com 139 cv a 6.000 rpm.
Com o lançamento do Kia Credos em 1995, a produção do Concord chegou ao fim. O Capital, menor e mais simples, continuou por mais algum tempo como uma alternativa de baixo custo.